# Памятник Ленину (Грозный, Заводской район)
Памятник Владимиру Ильичу Ленину в Заводском районе Грозного был установлен в 1967 году.

## История
С инициативой установки памятника выступили партийные, советские и общественные организации Заводского района. Скульптором памятника был С. К. Щербаков, архитекторами — В. Г. Свешников, Т. Ф. Мамышев и А. Н. Башенцев. Бронзовая скульптура имела высоту 2,8 метра и была установлена на прямоугольном постаменте с надписью «В. И. Ленин». Ленин был изображён в полный рост без головного убора в пальто нараспашку. Левая рука держала отворот пальто, правая с раскрытой ладонью был вытянута вперёд-вверх. Памятник располагался близ районного комитета КПСС и Дворца культуры имени Ленина, на проспекте Культуры. Вокруг памятника были посажены липы, голубые ели, вечнозелёные кустарники. Открытие памятника состоялось 22 апреля 1967 года.
Памятник был демонтирован в 1991 году.